# Доменико Мороне
Доменико Мороне (на италиански: Domenico Morone, * ок. 1442 във Верона; † ок. 1517 във Верона) е италиански художник.
Той ръководи училище по рисуване, повлияно от стила на Андреа Мантеня. Той рисува първата си картина през 1471 г. във Верона. През 1494 г. рисува за Франческо II Гонзага в херцогския палат на Мантуа „Изгонването на Бонаколсите“ (Cacciata dei Bonacolsi). По-късно рисува заедно със своя син и ученик Франческо Мороне (ок. 1471–1529). Друг известен негов ученик е Джироламо дай Либри (1474/1475–1555).